# نظامی بهمن‌اف
نظامی بهمن‌اف (ترکی آذربایجانی: Nizami Keykavus oğlu Bəhmənov; ۴ آوریل ۱۹۴۸ – ۱۳ سپتامبر ۲۰۰۸) سیاست‌مدار اهل کشور جمهوری آذربایجان بود.